# Мария (албум)
Вижте пояснителната страница за други значения на Мария.
„Мария“ е четвъртият студиен албум на певицата Мария. Издаден е от Пайнер на 24 септември 2004 година и включва 10 песни.

## Песни
1. Твоят град
2. Съжалявам
3. Ще боли
4. Всичко знам
5. Виждам те (с орк. Кристали)
6. За теб
7. Направи го
8. Ти си за мен
9. Покажи ми
10. Знаеш ли

## Видеоклипове
| Видеоклип  | Премиера | Албум      | Режисьор                |
| ---------- | -------- | ---------- | ----------------------- |
| Твоят град | 2004     | Мария 2004 | Николай Скерлев         |
| Ще боли    | 2004     | Мария 2004 | Людмил Иларионов — Люси |
| Виждам те  | 2004     | Мария 2004 | Николай Скерлев         |
| Направи го | 2005     | Мария 2004 | Людмил Иларионов — Люси |
| За теб     | 2005     | Мария 2004 | Николай Скерлев         |

## ТВ Версии
| Видеоклип    | Албум      | Програма                                     |
| ------------ | ---------- | -------------------------------------------- |
| За теб       | Мария 2004 | Купон в Авалон                               |
| Съжалявам    | Мария 2004 | Коледна програма „Свята нощ“                 |
| Направи го   | Мария 2004 | Новогодишна програма „Наздраве в Приказките“ |
| Ти си за мен | Мария 2004 | Новогодишна програма „Наздраве в Приказките“ |
| Знаеш ли     | Мария 2004 | Нежна е нощта 2005                           |

## Музикални изяви

### Участия в концерти
- 3 години телевизия „Планета“ – изп. „Твоят град“
- Награди на телевизия „Планета“ за 2004 г. – изп. „Направи го“
- Турне „Планета Прима“ 2005 – изп. „За теб“, „Желая те“, „Ще боли“, „Побъркани от любов“, „Не съвсем“, „Направи го“ и „Твоят град“